# Севда Ергинджи
Севда Ергинджи (на турски: Sevda Erginci) е турска актриса, най-популярна с ролята си на Зейнеп Йълмаз в драматично - комедиен сериал „Опасно изкушение“.

## Биография
Севда Ергинджи е родена на 3 октомври 1993 г. в Истанбул.

## Филмография
| Кино                  | Кино                      | Кино                 | Кино               |
| Година                | Заглавие                  | роля                 | Бележки            |
| --------------------- | ------------------------- | -------------------- | ------------------ |
| 2015                  | Далечно търсене           | Назли                | поддържащ персонаж |
| Телевизия             |                           |                      |                    |
| Година                | Заглавие                  | роля                 | Бележки            |
| 2012                  | Тъмно червено             | Айше                 | поддържащ персонаж |
| 2012                  | Сбогом                    | Ламия                | поддържащ персонаж |
| 2013 – 2015           | Черна роза                | Айше Шамверди        | поддържащ персонаж |
| 2016 – 2017           | Животът е сладък понякога | Кара Севда           | водеща роля        |
| 2017                  | Дайте на ръката си любов  | Султан Айпери Ердем  | водеща роля        |
| 2018 – 2019 2022-2023 | Опасно изкушение          | Зейнеп Йълмаз        | водеща роля        |
| 2019                  | Мило минало               | Ипек Генчер          | водеща роля        |
| 2020 – 2021           | Пробуждане: Велик селджук | Турна (Тюркан) Хатун | водеща роля        |

## Награди
- Почетни награди за кариера на IKU / Най-добра актриса на годината[1]
- Medipol HR Business World Awards / Най-добра актриса в кариерата[2]
- 4. Награди за най-добро на годината в ТРСК / Най-добра актриса на годината за пробив на младото поколение[3]